# Gondomil
Gondomil é uma povoação portuguesa do Município de Valença (Portugal) que foi sede da extinta Freguesia de Gondomil, freguesia que tinha 10,00 km² de área e 301 habitantes (2011), e, por isso, uma densidade populacional de 30,1 hab/km².

A Freguesia de Gondomil foi extinta em 2013, no âmbito de uma reforma administrativa nacional, tendo sido agregada à Freguesias de Sanfins para formar uma nova freguesia denominada União das Freguesias de Gondomil e Sanfins.

## População
| População da freguesia de Gondomil | População da freguesia de Gondomil | População da freguesia de Gondomil | População da freguesia de Gondomil | População da freguesia de Gondomil | População da freguesia de Gondomil | População da freguesia de Gondomil | População da freguesia de Gondomil | População da freguesia de Gondomil | População da freguesia de Gondomil | População da freguesia de Gondomil | População da freguesia de Gondomil | População da freguesia de Gondomil | População da freguesia de Gondomil | População da freguesia de Gondomil |
| ---------------------------------- | ---------------------------------- | ---------------------------------- | ---------------------------------- | ---------------------------------- | ---------------------------------- | ---------------------------------- | ---------------------------------- | ---------------------------------- | ---------------------------------- | ---------------------------------- | ---------------------------------- | ---------------------------------- | ---------------------------------- | ---------------------------------- |
| 1864                               | 1878                               | 1890                               | 1900                               | 1911                               | 1920                               | 1930                               | 1940                               | 1950                               | 1960                               | 1970                               | 1981                               | 1991                               | 2001                               | 2011                               |
| 788                                | 724                                | 699                                | 709                                | 769                                | 710                                | 760                                | 770                                | 772                                | 740                                | 585                                | 438                                | 465                                | 344                                | 301                                |

| Distribuição da População por Grupos Etários | Distribuição da População por Grupos Etários | Distribuição da População por Grupos Etários | Distribuição da População por Grupos Etários | Distribuição da População por Grupos Etários | Distribuição da População por Grupos Etários | Distribuição da População por Grupos Etários | Distribuição da População por Grupos Etários | Distribuição da População por Grupos Etários | Distribuição da População por Grupos Etários |
| -------------------------------------------- | -------------------------------------------- | -------------------------------------------- | -------------------------------------------- | -------------------------------------------- | -------------------------------------------- | -------------------------------------------- | -------------------------------------------- | -------------------------------------------- | -------------------------------------------- |
| Ano                                          | 0-14 Anos                                    | 15-24 Anos                                   | 25-64 Anos                                   | > 65 Anos                                    |                                              | 0-14 Anos                                    | 15-24 Anos                                   | 25-64 Anos                                   | > 65 Anos                                    |
| 2001                                         | 24                                           | 41                                           | 153                                          | 126                                          |                                              | 7,0%                                         | 11,9%                                        | 44,5%                                        | 36,6%                                        |
| 2011                                         | 27                                           | 16                                           | 135                                          | 123                                          |                                              | 9,0%                                         | 5,3%                                         | 44,9%                                        | 40,9%                                        |